# Dagbertus semipictus
Dagbertus semipictus är en insektsart som först beskrevs av Willis Blatchley 1926.  Dagbertus semipictus ingår i släktet Dagbertus och familjen ängsskinnbaggar. Inga underarter finns listade i Catalogue of Life.